# Ane Dahl Torp
Ane Dahl Torp (Bærum, 1 augustus 1975) is een Noors actrice.

## Biografie
Ane Dahl Torp werd in 1975 geboren in Bærum als dochter van Arne Torp, hoogleraar in de Scandinavische talen, en de docente Berit Helene "Bitte" Dahl. Ze was actief bij het Bærum Barneteater (het Bærums kindertheater). Van 1996 tot 1999 volgde ze een opleiding aan de Statens teaterhøgskole. Nadat ze afstudeerde, speelde ze bij het Teatret Vårt in Molde. In 2002 werd ze aangenomen bij Det Norske Teatret in Oslo. Naast haar toneelwerk acteert ze ook in films en televisieseries.

## Prijzen
In 2004 kreeg ze de Amandaprisen (de "Noorse Oscar") voor beste actrice voor haar rol in de tv-dramaserie Svarte penger, hvite løgner en in 2006 nogmaals voor haar hoofdrol in Gymnaslærer Pedersen. Voor haar rol van Shui-Ta in het toneelstuk Det gode menneske fra Sezuan (De goede mens van Sezuan) van Brecht werd ze in 2012 bekroond met de Heddaprisen voor beste vrouwelijke hoofdrol. In 2013 ontving ze de Radioteatrets Blå fugl-pris. 

## Filmografie
- 2000: Fire høytider (mini televisieserie) Hanne Åsland
- 2002: Anolit - Jane
- 2003: Kvinnen i mitt liv - Nina
- 2003: Mors Elling - l'hôtesse de l'air
- 2004: Svarte penger, hvite løgner (televisieserie) - Trude Eriksen
- 2004: Hos Martin (televisieserie)
- 2004: Pappa
- 2004: Ikke naken - Nora
- 2005: De vanskeligste ordene i verden
- 2006: Gymnaslærer Pedersen - Nina Skåtøy
- 2006: Uro - Mette
- 2007: Kodenavn Hunter (mini tv-serie) - Gisela Søderlund
- 2007: Radiopiratene : Mamma Grannemann
- 2008: Lønsj
- 2009: Død Snø - Sara
- 2009: En god nummer to (televisieserie) - Amanda Dybendahl Toft
- 2011: Kong Curling - Trine Kristine
- 2011: Varg Veum - I mørket er alle ulver grå - Elise
- 2011: Bambieffekten
- 2011: Mennesker i solen - Ingrid
- 2011-2018: Morden i Sandhamn (televisieserie) - Pernilla
- 2012: Gnade - Linda
- 2012: Som du ser meg - Vibeke
- 2013: Pionér - Pia
- 2014: 1001 gram - Marie
- 2015: Bølgen - Idun Karlsen
- 2015: Okkupert (televisieserie) - Bente Norum

## Prijzen en nominaties
De belangrijkste:
| Jaar | Prijs        | Categorie                 | Film                        | Uitslag     |
| ---- | ------------ | ------------------------- | --------------------------- | ----------- |
| 2008 | Amandaprisen | Beste vrouwelijke brijrol | Lønsj                       | Gewonnen    |
| 2007 | Amandaprisen | Beste actrice             | Uro                         | Genomineerd |
| 2006 | Amandaprisen | Beste actrice             | Gymnaslærer Pedersen        | Gewonnen    |
| 2004 | Amandaprisen | Beste actrice             | Svarte penger, hvite løgner | Gewonnen    |